# روابط ایالات متحده آمریکا و کانادا

ترکیب دو پرچم ایالات متحده و کانادا

روابط ایالات متحده آمریکا و کانادا (انگلیسی: Canada–United States relations) در حدود ۲ سده است که ادامه دارد. بدترین رویداد روابط این دو کشور مربوط به جنگ ۱۸۱۲ می‌باشد.
ترامپ در مصاحبه ای کانادا را ایالت بزرگ نامید و نخست‌وزیر کانادا، جاستین ترودو را فرماندار نامید.

## سال ۲۰۲۵
در ۲۸ مه ۲۰۲۵ دونالد ترامپ مدعی شد که در صورت الحاق رسمی کانادا به ایالات متحده به عنوان پنجاه و یکمین ایالت، این کشور از تعهدات مالی مرتبط با پروژه موسوم به «گنبد طلایی» معاف خواهد گردید.

## نگارخانه

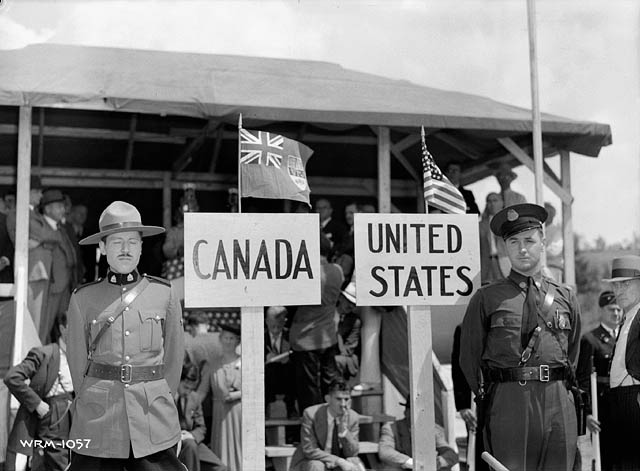
پلیس سواره نظام سلطنتی کانادا و پلیس مرزی ایالت مین در مرز دو کشور